# ناحیه فالون، شهرستان کندیوهی، مینه سوتا
ناحیه فالون (به انگلیسی: Fahlun Township) یک منطقهٔ مسکونی در ایالات متحده آمریکا است که در شهرستان کندیوهای، مینه‌سوتا واقع شده‌است.
 ناحیه فالون ۹۳٫۳ کیلومتر مربع مساحت و ۴۱۲ نفر جمعیت دارد و ۳۳۸ متر بالاتر از سطح دریا واقع شده‌است.